# Trajko Kitanczew
Trajko Cwetkow Kitanczew (bułg. Трайко Цветков Китанчев; 1 września 1858, zm. 13 sierpnia 1895) – bułgarski nauczyciel, poeta i rewolucjonista. W 1895 został pierwszym przewodniczącym Najwyższego Komitetu Macedońsko-Adrianopolitańskiego, organizacji z siedzibą w Sofii, dążącej do autonomii Macedonii i południowej Tracji.

## Życiorys
Kitanczew urodził się we wsi Podmochani niedaleko Resen (wówczas w Macedonii osmańskiej, dziś w Macedonii Północnej). W 1869 został wysłany do stolicy imperium, Stambułu, aby uczyć się w bułgarskiej szkole w Fanarion. W Fanarionie jego kolegą z klasy był przyszły bułgarski przywódca socjalistyczny Dimitar Błagojew, a jego nauczycielem był Petko Sławejkow.
W latach 1874–1879 Kitanczew studiował w kijowskim seminarium w Imperium Rosyjskim. Po ukończeniu studiów przez krótki czas studiował prawo w Moskwie do 1880. W tym samym roku wrócił na Bałkany, aby pracować jako nauczyciel w Seminarium Świętych Piotra i Pawła w Laskowec oraz w Bułgarskiej Szkole Męskiej w Salonikach. W 1884 Trajko Kitanczew przeniósł się do Płowdiwu, wówczas jeszcze stolicy Rumelii Wschodniej; wkrótce potem osiadł w Sofii, stolicy Księstwa Bułgarii. W tym samym roku został pełnoprawnym członkiem Bułgarskiego Towarzystwa Literackiego (dzisiejsza Bułgarska Akademia Nauk).
Podczas wojny serbsko-bułgarskiej w 1885 Kitanczew jako ochotnik walczył w armii bułgarskiej. W Sofii Kitanczew zaprzyjaźnił się ze Stefanem Stambołowem, z którym nawet przez pewien czas dzielił pokój. Podczas próby zamachu stanu w sierpniu 1886, mającej na celu obalenie księcia Aleksandra Battenberga, Kitanczew towarzyszył Stambołowi w Tarnowie i napisał proklamację, w której stwierdzono, że przejęcie władzy jest nielegalne. Jednak za kadencji Stambołowa jako premiera Bułgarii (1887–1894) ich stosunki uległy pogorszeniu. Po zabójstwie ministra finansów Christo Bełczewa w 1891 Kitanczew został uwięziony jako potencjalny współudziałowca w zbrodni.
Po wyjściu z więzienia Kitanczew ponownie został nauczycielem w bułgarskiej szkole średniej w Salonikach, a następnie inspektorem szkolnym w Tarnovie. Zaprzyjaźnił się z liberalnym liderem Petko Karawełowem i został wybrany na posła z ramienia Partii Demokratycznej.
Kiedy w marcu 1895 utworzono Najwyższy Komitet Macedońsko-Adrianopolski, Kitanczew został wybrany na jego pierwszego przewodniczącego podczas kongresu założycielskiego organizacji. Jednak niepowodzenie zbrojnej infiltracji przez komitet Macedonii osmańskiej w tym samym roku było śmiertelnym ciosem dla zdrowia Kitanczewa. Zmarł w Sofii w sierpniu 1895.